# Dezinformace o dětech sťatých Hamásem
Dezinformace o dětech sťatých Hamásem se týká tvrzení, která byla mezitím vyvrácena, že Hamás během invaze do jižního Izraele 7. října 2023, která představovala první fázi války v Pásmu Gazy, zabil a sťal desítky kojenců a batolat. Tato obvinění poprvé vznesli vojáci Izraelských obranných sil (IOS) a členové izraelských civilních záchranných skupin v rozhovorech s místními i mezinárodními novináři. Tuto dezinformaci původně šířil americký prezident Joe Biden, kancelář izraelského premiéra Benjamina Netanjahua a někteří mluvčí IOS a poté byla šířena západními médii, čímž získala široké pokrytí a pravděpodobně pomohl utvářet konsenzus ve prospěch války v Pásmu Gazy. Podobné zprávy obviňovaly Hamás z oběšení nebo podřezávání krků kojenců a upalování dalších dětí zaživa, včetně umístění nejméně jednoho malého dítěte do rozpálené trouby.
Od té doby byla identifikována pouze jedna oběť násilí ze 7. října v Izraeli jako nemluvně – desetiměsíční holčička, kterou postřelil Hamás. Izraelská vláda občas diskrétně přiznala, že zvěsti o sťatých dětech jsou neopodstatněné. Kritici války v Pásmu Gazy tvrdí, že tato dezinformace je příkladem propagandy krutostí (šíření úmyslných výmyslů nebo zveličování zločinů spáchaných nepřítelem).

## Dezinformace
Podle fámy došlo k údajnému zvěrstvu v kibucu Kfar Aza, který se stal terčem útoku Hamásu 7. října 2023. Kibuc byl izraelskými silami zcela dobyt zpět až 10. října, ve stejný den, kdy se začaly šířit hrůzné historky. Podle nich ozbrojenci Hamásu v Kfar Aza sťali hlavy desítkám kojenců a batolat a mnoho dalších dětí oběsili. Podle oficiálního počtu obětí však byla nejmladší obětí masakru, k němuž v kibucu došlo, čtrnáctiletá dívka.
Le Monde vystopoval původ dezinformace, který nazývá „fámou“, k novinářské prohlídce kibucu, která se konala jen několik hodin po skončení bitvy. Šedesát obyvatel bylo zabito a těla z obou stran konfliktu byla stále rozházena po zemi. Na místě činu se podle deníku Le Monde „generální štáb nezmínil o mrtvých dětech“ a sami novináři poznamenali, že všechna těla patřící Izraelcům byla v pytlích na těla dospělých.
Vojáci v záloze a členové organizace ZAKA, ke kterým měli novináři volný přístup, však nabídli zprávy, které „byly temnější a znepokojivější“. Svědectví z jiných napadených míst mohla být záměna s výpověďmi z Kfar Aza, což vedlo k dezinformaci ohledně násilí v Kfar Aza. Le Monde se domnívá, že k této fámě mohl vést nedostatek profesionality členů ZAKA – kteří jsou civilními dobrovolníky z ultraortodoxního sektoru a nemusí mít dostatek odborných znalostí k rozlišení ostatků dospělých od dětských – a poznamenává, že zpráva OSN o sexuálním násilí ze 7. října podobně zdůrazňuje existenci „nepřesných a nespolehlivých forenzních interpretací některých neprofesionálů“ v této oblasti.
List ale také poznamenal, že mluvčí ZAKA „přešli na plné obrátky“, jako například v prohlášení zakladatele ZAKA Yossiho Landaua, že osobně viděl těla dětí a kojenců, kterým byla useknuta hlava. Ha'arec obvinil ZAKA, která se potýkala s nedostatkem financí, že zneužila jejich práci během 7. října k získávání finančních prostředků.
Vojáci v záloze v kibucu také poskytli nepodložená svědectví týkající se dětských těl „visících na prádelní šňůře“. Le Monde odhaduje, že spolehlivost výpovědí těchto vojáků byla nízká, ale reportéři s nimi mohli hovořit bez dohledu týmu mluvčího IOS. Izraelská televizní stanice i24NEWS 10. října také tvrdila, že informace o sťatých dětech pocházely od izraelských vojáků.
Docent blízkovýchodních studií na Univerzitě Hamada bin Chalífy Marc Owen Jones se domníval, že mýtus o 40 sťatých dětech ve své nejúplnější podobě vykrystalizoval z příspěvku na sociálních sítích Nicole Zedeckové z i24NEWS a televizní reportáže téže novinářky. V televizní reportáži, která se virálně šířila, Zedecková zveřejnila příběh o sťatých dětech a uvedla, že se tuto zprávu dozvěděla od vojáků. V dalším příspěvku na X (Twitteru) dále tvrdila, že podle vojáků „bylo zabito 40 miminek/dětí“. Jones říká, že od té chvíle se tyto dvě informace pravděpodobně propojily a staly se jednou.
Související článek, který si rovněž získal na popularitě, zveřejnilo na sociálních sítích izraelské ministerstvo zahraničí na základě zprávy vojenského důstojníka, který tvrdil, že našel těla osmi dětí upálených v domě v kibucu Be'eri. Další policista falešně tvrdil, že našel těla osmi dětí popravených v dětském domově ve stejném kibucu a že mezi oběťmi masakru byl i přeživší z Osvětimi.

## Role institucí v šíření dezinformace
Ve stejný den zprávy zopakovali jako fakta vysocí izraelští a američtí představitelé. Mluvčí izraelské armády je zopakovali anglicky a francouzsky psaným médiím, ačkoli zdroje z IOS uvedly, že zpráva zůstala nepotvrzená poté, co ji opakovaně kontaktovala britská televize Sky News. Izraelské obranné síly serveru Business Insider sdělily, že výpovědi vojáků nebudou vyšetřovány a měly by být samy o sobě považovány za dostatečný důkaz.
Následujícího dne prezident Biden na tiskové konferenci kategoricky prohlásil, že viděl „potvrzené snímky teroristů, jak stínají hlavy dětem“, a mluvčí premiéra Netanjahua zopakoval stejná slova. Američtí kongresmani z Demokratické i Republikánské strany šířili nepotvrzené zprávy také na sociálních sítích. Účet X kanceláře premiéra zmiňoval zabíjení kojenců, zveřejnil grafické obrázky jako potvrzení a tvrdil, že materiál ukázal americkému ministrovi zahraničí Antonymu Blinkenovi. Ministerstvo zahraničních věcí následně zveřejnilo fotografie těl spálených dětí, ačkoli je později smazalo.
V prvních týdnech října 2023 několik západních médií toto nepodložené obvinění považovalo za prokázanou pravdu. Britský bulvární deník Daily Mail popsal činy Hamásu jako „prostý a prostý holocaust“, zatímco The Times a Metro, spolu s několika dalšími britskými novinami, na titulních stránkách svých deníků obvinily Hamás ze stětí nebo vraždy několika dětí.
V dramatickém živém vysílání na CNN reportérka Sara Sidnerová obvinila Hamás ze stětí desítek kojenců a batolat v Kfar Aza, přičemž jako svůj zdroj uvedla mluvčího izraelského premiéra. Sidnerová popsala činy Hamásu jako „více než zničující“ a dodala, že by „znemožnily Izraeli uzavřít s Hamásem mír“. Když Hamás obvinění popřel, její kolegyně Hadas Goldová z jeruzalémské kanceláře označila postoj skupiny za neuvěřitelný a falešně dodala, že takové zvěrstva byly zachyceny na kameru, a přirovnala činy Hamásu k holocaustu. Fox News zašla dokonce tak daleko, že naléhala na americkou poslankyni Rashidu Tlaibovou, která je palestinského původu, aby prohlásila něco o „teroristech, kteří usekávají hlavy miminkům“.
V následujících dnech došlo k určitému vyjasnění a upřesnění. Dvanáctého Bílý dům „vyjasnil“, že prezident Biden snímky na vlastní oči neviděl, ale pouze předal veřejnosti to, co mu bylo řečeno. (Memorandum podepsané stovkami amerických diplomatů, které uniklo na veřejnost v listopadu 2023, prezidenta obvinilo z „šíření dezinformací“ o konfliktu.) Kancelář izraelského premiéra rovněž uvedla, že není v pozici, aby potvrdila pravdivost zprávy, kterou den předtím rozšířil její mluvčí. 12. října se Sidner z CNN omluvil za to, že prohlášení mluvčího izraelského premiéra vzal doslova. Izraelský novinář Ishay Coen smazal příspěvek publikující svědectví vojenského důstojníka, který tvrdil, že objevil těla oběšených dětí. „Proč by si armádní důstojník vymyslel tak děsivý příběh? Mýlil jsem se,“ řekl Coen. A 30. listopadu i24news tiše vložil opravu článku o popravách, přestože si dříve stěžoval, že se „protiizraelské hlasy“ snaží zdiskreditovat jeho reportéra.
Kritici války v Pásmu Gazy však tvrdí, že stažení zmíněných informací nemělo stejný dosah jako původní články. CNN i po vysvětlení Bílého domu pokračovala v šíření falešné zprávy o stětí hlav po dobu 18 hodin a podnikla pouze další krok v podobě popření Hamásu. Nedostatek důkazů také nezabránil tomu, aby se obvinění dále šířilo a aby k němu byly přidávány nové podrobnosti. Například koncem října 2023 důstojník izraelských obranných sil tvrdil, že našel ostatky dítěte s sťatou hlavou. Několik dní předtím tentýž důstojník, plukovník Golan Vach, velitel vojenské pátrací a záchranné služby, řekl skupině francouzských poslanců, kteří navštívili Kfar Aza, že osobně přepravil těla novorozenců nalezená v kibucu – „ačkoli,“ uvádí Le Monde, „v kibucu žádná nebyla.“

### Šíření dezinformace v české společnosti
Z českých médií dezinformaci o sťatých dětech šířili 10. října Deník N, Echo24 a ČT24, 12. října Forum 24, 13. října Blesk, 14. října Seznam Zprávy a následně 5. listopadu CNN Prima News. Dezinformaci o „upečení miminka zaživa” zveřejnil 6. listopadu Blesk.
Dezinformace o sťatých, upálených či upečených dětech v říjnu a na začátku listopadu 2023 sdíleli premiér Petr Fiala (ODS), náčelník generálního štábu české armády Karel Řehka nebo ředitelka Herzlova centra izraelských studií Irena Kalhousová. Česká velvyslaňkyně v Izraeli Veronika Kuchyňová Šmigolová uvedla 12. října v rozhovoru v deníku Blesk, že „viděla fotky dětí, kterým Hamás setnul hlavy”.

## Vyšetřování
V prosinci 2023 zveřejnil Ha'arec výsledky komplexního vyšetřování násilí ze 7. října. Závěr byl, že ačkoliv Hamás onoho dne spáchal skutečná „zvěrstva“, některé z extrémních činů připisovaných skupině se nikdy nestaly a přiživovaly popírání událostí týkajících se 7. října. Ačkoli Hamás znesvětil nebo rozsekal těla některých Izraelců, ta patřila z velké části padlým vojákům, uvádí se v článku.
Netanjahuovo tvrzení Bidenovi, že Hamás „odvedl desítky dětí, svázal je, upálil a popravil“, se také ukázalo jako nepravdivé, protože „neexistují žádné důkazy o tom, že by děti z několika rodin byly zavražděny společně“.
Ha'arec a další izraelská média prokázala, že v ten den bylo skutečně zabito jedno izraelské dítě – Mila Cohenová, která byla postřelena v náručí své matky v kibucu Be'eri (a tedy nikoli v Kfar Aza). Proto příběh o dítěti vhozeném do rozpálené pece – který vyprávěl prezident United Hatzalah Eli Beer na dárcovské konferenci v USA v listopadu 2023 – také musí být nepravdivý, uzavírá dokument. Le Monde zase uvádí jako oběti násilí z onoho dne dva kojence: Cohenovou a dítě narozené po smrti, které zemřelo dva dny po smrti své matky.
Vyšetřovací jednotka (I-Unit) stanice Al Jazeera rovněž vypracovala forenzní analýzu ze 7. října, která byla zveřejněna v březnu 2024. Potvrdila, že se Hamás při svém útoku dopustil porušování pravidel války, ale také zjistila, že „mnoho“ zpráv o jeho akcích bylo nepravdivých a že některá úmrtí na izraelské straně byla ve skutečnosti důsledkem akcí IOS. Mezi falešnými tvrzeními bylo „masové zabíjení a stínání nemluvňat, stejně jako obvinění z rozsáhlého a systematického znásilňování“. Dokument vyvrací tvrzení izraelské armády, že v domě v kibucu Be'eri byla nalezena spálená těla osmi dětí. Nejenže v domě nebyly žádné děti, ale „12 lidí uvnitř bylo téměř jistě zabito izraelskými silami, když budovu vtrhly“, uzavírá I-Unit.

## Následky
Navzdory slabině těchto tvrzení je izraelští i američtí představitelé po nějakou dobu opakovali. Biden na tiskové konferenci v listopadu 2023 zopakoval, že Hamás sťal novorozencům hlavy. V reakci na to Washington Post zveřejnil ověření faktů, v němž dospěl k závěru, že příběh si stále zaslouží opatrnost. Biden tuto lež zopakoval znovu 12. prosince 2023 (poté, co Ha'arec zveřejnil své vyšetřování), a znovu prohlásil, že viděl fotografie zachycující stínání hlav novorozenců, tentokrát však byl kritizován deníkem The Intercept. Izraelští představitelé také zveřejnili video údajně dokumentující činy palestinských militantů 7. října, včetně „vražd, stětí hlav, znásilnění a dalších zvěrstev páchaných na židovských dospělých a dětech“. Záběry byly promítány po celém světě, ale pouze vybranému publiku a nejsou dostupné široké veřejnosti. Britský novinář Owen Jones, který se promítání zúčastnil, uvedl, že ačkoli film obsahoval záběry izraelského vojáka, kterému byla zřejmě sťata hlava, „nebyly tam žádné záběry, které by dokládaly obvinění z mučení, sexuálního násilí a hromadných poprav, včetně poprav kojenců nebo jiných dětí“ (parafráze deníku The Intercept).
Ačkoli izraelská vládní tisková kancelář před zveřejněním svého vyšetřování z dubna 2024 potvrdila deníku Le Monde, že k popravám novorozenců ve skutečnosti nedošlo ani v Kfar Aza, ani v žádném jiném kibucu, francouzské noviny odhadují, že izraelští důstojníci k této fámě zachovávají oportunistickou nejednoznačnost s úmyslem „kalit vodu“, a docházejí k závěru, že Izrael se „spíše snaží tuto fámu instrumentalizovat než popírat, což přiživuje obvinění z manipulace s médii“.
Izraelská armáda v některých okamžicích zaujímala protichůdné postoje, někdy tvrdila, že nemá žádné potvrzení o vraždách nebo stětí hlav dětí, ale jindy je zase potvrzovala jako fakta. V jednu chvíli Izraelské obranné síly odmítly potvrdit stětí hlav jednoduše proto, že by to bylo „neúcta k mrtvým“. Izraelské ambasády po celém světě pomohly šířit tuto zprávu a někdy skeptiky označily za antisemity. Když se na izraelské velvyslanectví ve Francii obrátil deník Le Monde, jeden příspěvek na webu X, který podvod přímo zmiňoval, byl odstraněn, ale dva další, které se na něj nepřímo odkazovaly, ponechaly.
Jakmile byly tyto lži odhaleny, zneužili je propalestinští influenceři k falešnému zproštění viny Hamásu za jakékoli násilí proti civilistům 7. října. V Izraeli je však víra v tento podvod stále rozšířená a popírání, že Hamás 7. října masově zabil děti, je vnímáno jako popírání samotného masakru.
Příběh o sťatých dětech pomohl formovat postoje vlád k propalestinskému hnutí na Západě, přičemž zákazy protestů a další formy útoků na občanské svobody se staly běžným rysem reakcí západních vlád na hněv veřejnosti kvůli válce v Gaze.
Kritici západních médií a zahraniční politiky, jako například publicistka deníku Guardian Arwa Mahdawi, poukazují na politickou a mediální hysterii vyvolanou podvodem, aby zdůraznili pokrytectví a dvojí metr, které Západ přijal při řešení izraelsko-palestinského konfliktu, a přirovnávají to k prakticky neexistujícím reakcím na skutečné snímky palestinských dětí zabitých nebo sťatých v důsledku války, kterou Izrael zahájil proti pásmu Gazy po útoku Hamásu.
Pro Declassified UK příběhy o useknutých dětech nakonec sloužily jako ospravedlnění prohlášení izraelských představitelů obsahujících genocidní úmysl, což je v kontextu učinilo méně extrémními. „Tento podvod položil základy pro genocidu; pro to, aby se politici dívali na fotografie palestinských dětí, sťatých raketami vyrobenými v USA, a jen pokrčili rameny,“ poznamenal Mahdawi.